# Prezydenci Konga
| #                                  | Imię i nazwisko                                              | Portret | Objął urząd          | Zdał urząd           | Partia polityczna                                    |
| ---------------------------------- | ------------------------------------------------------------ | ------- | -------------------- | -------------------- | ---------------------------------------------------- |
| Prezydenci Republiki Konga         |                                                              |         |                      |                      |                                                      |
| 1                                  | Fulbert Youlou (1917–1972)                                   |         | 15 sierpnia 1960     | 15 sierpnia 1963     | Demokratyczny Związek Obrony Interesów Afrykanów     |
| 2                                  | Alphonse Massamba-Débat (1921–1977)                          |         | 16 sierpnia 1963     | 2 sierpnia 1968      | Narodowy Ruch Rewolucyjny                            |
| –                                  | Augustin Poignet pełniący obowiązki (1928–2008)              |         | 3 sierpnia 1968      | 4 sierpnia 1968      | bezpartyjny                                          |
| (2)                                | Alphonse Massamba-Débat (1921–1977)                          |         | 4 sierpnia 1968      | 4 września 1968      | Narodowy Ruch Rewolucyjny                            |
| –                                  | Marien Ngouabi pełniący obowiązki (1938–1977)                |         | 4 września 1968      | 5 września 1968      | bezpartyjny                                          |
| 3                                  | Alfred Raoul (1930–1999)                                     |         | 5 września 1968      | 1 stycznia 1969      | bezpartyjny                                          |
| 4                                  | Marien Ngouabi (1938–1977)                                   |         | 1 stycznia 1969      | 3 stycznia 1969      | Kongijska Partia Pracy                               |
| Prezydenci Ludowej Republiki Konga |                                                              |         |                      |                      |                                                      |
| (4)                                | Marien Ngouabi (1938–1977)                                   |         | 3 stycznia 1969      | 18 marca 1977        | Kongijska Partia Pracy                               |
| 5                                  | Joachim Yhombi-Opango (1939–2020)                            |         | 18 marca 1977        | 5 lutego 1979        | Kongijska Partia Pracy                               |
| –                                  | Jean-Pierre Thystère Tchicaya pełniący obowiązki (1936–2008) |         | 5 lutego 1979        | 8 lutego 1979        | Kongijska Partia Pracy                               |
| 6                                  | Denis Sassou-Nguesso (1943–)                                 |         | 8 lutego 1979        | 15 marca 1992        | Kongijska Partia Pracy                               |
| Prezydenci Republiki Konga         |                                                              |         |                      |                      |                                                      |
| (6)                                | Denis Sassou-Nguesso (1943–)                                 |         | 15 marca 1992        | 31 sierpnia 1992     | Kongijska Partia Pracy                               |
| 7                                  | Pascal Lissouba (1931–2020)                                  |         | 31 sierpnia 1992     | 25 października 1997 | Panafrykański Związek na rzecz Demokracji Społecznej |
| 8                                  | Denis Sassou-Nguesso (1943–)                                 |         | 25 października 1997 | nadal urzęduje       | Kongijska Partia Pracy                               |